# Pantheismusstreit
Der Pantheismus- oder Spinozastreit gehört zu den wichtigsten und einflussreichsten philosophischen Streitsachen am Beginn der jüngeren Moderne. Ausgelöst wurde der Streit durch die Schrift Friedrich Heinrich Jacobis Über die Lehre des Spinoza in Briefen an den Herrn Moses Mendelssohn, die 1785 in erster und 1789 in zweiter, um wesentliche Beilagen vermehrter Auflage erschien. Über die unmittelbaren Protagonisten Jacobi und Moses Mendelssohn hinaus waren viele weitere prominente Repräsentanten der Philosophie an der Auseinandersetzung beteiligt, unter anderen Johann Wolfgang von Goethe, Johann Gottfried Herder, Johann Georg Hamann und Matthias Claudius, die Vertreter der Berliner Aufklärung sowie Immanuel Kant. Die Auswirkungen des Streits zogen sich anschließend durch die ganze Philosophie und Literatur der Epoche und sind unter anderen bei Johann Gottlieb Fichte, Friedrich Wilhelm Joseph Schelling und Georg Wilhelm Friedrich Hegel bis hin zu Heinrich Heine und Ludwig Feuerbach greifbar.

## Überblick
Anlass der Auseinandersetzung war die Anfrage Jacobis an Mendelssohn, ob er wisse, dass sein kürzlich verstorbener Freund Gotthold Ephraim Lessing ein „Spinozist“ gewesen sei. Bereits im Briefwechsel, der sich ab 1783 ausgehend von Jacobis Wiedergabe seines Gesprächs mit Lessing in Wolfenbüttel im Jahr 1780 zwischen Jacobi und Mendelssohn entwickelte, verschob sich der Fokus relativ rasch von der anfänglichen Frage nach Lessings Spinozismus hin zu der sehr viel grundsätzlicheren Frage, worin eigentlich die „Lehre des Spinoza“ besteht und was es mit der Verfassung der Vernunft überhaupt auf sich hat. Ins Zentrum des Spinozastreits rückte damit Jacobis These, wonach Spinozas Philosophie den Inbegriff einer streng rationalen Philosophie verwirklicht hat und daher nicht zufällig, sondern in strenger Konsequenz zu Atheismus und Fatalismus führe. Die konventionellen Vorwürfe gegen Spinoza, dass seine Philosophie atheistisch und fatalistisch sei, waren mit dieser systematischen Rekonstruktion einer perfekt rationalen Entsprechung von Inhalt und Form in der Gestalt lückenloser und universaler Begründung im Grundsatz des „a nihilo nihil fit“ auf eine völlig neue Basis gestellt, die Jacobi kritisch und zugleich voller Bewunderung für Spinoza verteidigte.
Mit der Veröffentlichung der Spinozabriefe, wobei Jacobi zunächst nur seine eigenen Beiträge und Paraphrasen der gewechselten Briefe, die „Erinnerungen“ Mendelssohns jedoch erst in der Zweitauflage von 1789 publizierte, fiel der weitere Verlauf des Spinozastreits mit der sog. „Spinoza-Renaissance“ zusammen. Dank der Darstellung Jacobis rückte Spinoza in den Mittelpunkt der Aufmerksamkeit, während sich der Streit in der Hauptsache einerseits um die Frage drehte, ob und inwiefern sich Spinoza widerlegen und in eine die anstößigen atheistischen und fatalistischen Konnotationen überwindende Version des Pantheismus überführen lasse, und andererseits um die Bedeutung von Aufklärung und Vernunft.
Der von Mendelssohn in den Morgenstunden (1785) und in der Streitschrift An die Freunde Lessings (1786) vertretenen Position eines „geläuterten Pantheismus“ hielt Jacobi in Wider Mendelssohns Beschuldigungen betreffend die Briefe über die Lehre des Spinoza (1786) mit der Doppelphilosophie seines „Spinoza und Antispinoza“ die Unwiderleglichkeit Spinozas entgegen: „Der unsterbliche Bibliothekar Gotthold Ephraim Leßing wußte wohl, daß sich aus dem Spinozismus eben so wenig ein Pantheismus läutern läßt, als aus klarem Wasser trübes, und daß sich die Sache gerade umgekehrt verhalte.“ Ähnlich sprach sich Jacobi dann in den Beilagen IV und V der Zweitauflage der Spinozabriefe gegen Herders neospinozistische Schrift Gott (1787) aus, während er in der Beilage I mit dem „Auszug“ aus Giordano Bruno den Zweck verfolgte, „durch die Zusammenstellung des Bruno mit dem Spinoza, gleichsam die Summa der Philosophie des Hen kai Pan in meinem Buche darzulegen“.
Dem in sich geschlossenen und darum unwiderlegbaren Rationalismus Spinozas hielt Jacobi bereits im Gespräch mit Lessing den Widerspruch des „Salto mortale“ entgegen, der als ein Akt der Freiheit „aus dem Fatalismus unmittelbar gegen den Fatalismus, und gegen alles, was mit ihm verknüpft ist, schließ[t]“. Im Zuge seines „Antispinoza“ verwies Jacobi damit auf eine der diskursiven, gründesuchenden Vernunft vorgängige „unmittelbare Gewissheit“ praktischer Selbstverständigung, die er zunächst als „Glauben“, seit der Beilage VII der Spinozabriefe auch als der instrumentellen Rationalität gegenüber eigentliche Vernunft des Geistes bezeichnete. Mit der Rede vom Glauben, deren Bedeutung intuitiver Erkenntnis im Fehlurteil angeblichen Irrationalismus unverstanden blieb, provozierte Jacobi heftige Reaktionen seitens der Berliner Aufklärung, die ihm kryptokatholische Ambitionen unterstellte. Auch Kant befürchtete „in der Jacobischen und Mendelssohnischen Streitigkeit“ den „Umsturz“ der Vernunft und entwickelte in seinem Beitrag zum Spinozastreit Was heißt: Sich im Denken orientiren? (1786) das Konzept eines „reinen Vernunftglaubens“. Im Briefwechsel mit Jacobi nach Erscheinen der Zweitauflage der Spinozabriefe ließ Kant den Vorwurf der Schwärmerei gegenüber Jacobi jedoch fallen.

## Folgen
In der nachkantischen Philosophie war nach Kants und Jacobis Vernunftkritik der Rationalismus Mendelssohns keine Orientierungsgröße mehr. Die philosophische Aufgabe bestand jetzt vielmehr darin, die rationale Konsequenz des Spinozismus mit Motiven von Jacobis „Antispinoza“ zu vermitteln, um in der Transformation der Substanz zum Subjekt eine neue spekulative Philosophie der Freiheit zu entwerfen. Diese Konstellation führte von Fichtes „Wissenschaftslehre“ zu Schellings „Ich- und Identitätsphilosophie“ bis hin zu Hegels „Wissenschaft der Logik“, in der es im Übergang von der Wesens- zur Begriffslogik um die „wahrhafte Widerlegung“ Spinozas geht. Aber auch noch Schellings spätere Philosophie blieb dieser Konstellation verpflichtet: „Ein System der Freiheit – aber in ebenso großen Zügen, in gleicher Einfachheit, als vollkommenes Gegenbild des Spinozischen, – dieß wäre eigentlich das Höchste.“
Ludwig Feuerbach zog daraus folgende Quintessenz: „Spinoza ist der Urheber der spekulativen Philosophie. Schelling ihr Wiederhersteller, Hegel ihr Vollender. Der Pantheismus ist die notwendige Konsequenz der Theologie (oder des Theismus) – die konsequente Theologie; der Atheismus die notwendige Konsequenz des ‚Pantheismus‘, der konsequente ‚Pantheismus‘.“ Er verbesserte sich aber sogleich in einer Fußnote: Die theologischen Bezeichnungen gebrauche er hier nur im Sinne trivialer Spitznamen. An sich seien sie falsch. So wenig Spinozas und Hegels Philosophie Pantheismus sei – letzterer sei vielmehr ein Orientalismus –, so wenig sei die neuere Philosophie Atheismus. Über den notwendigen Übergang der halben Theologie zur ganzen, d. h. zum Pantheismus, sei § 112 seiner Geschichte der Philosophie von Baco bis Spinoza zu vergleichen.